# Rat Zucker

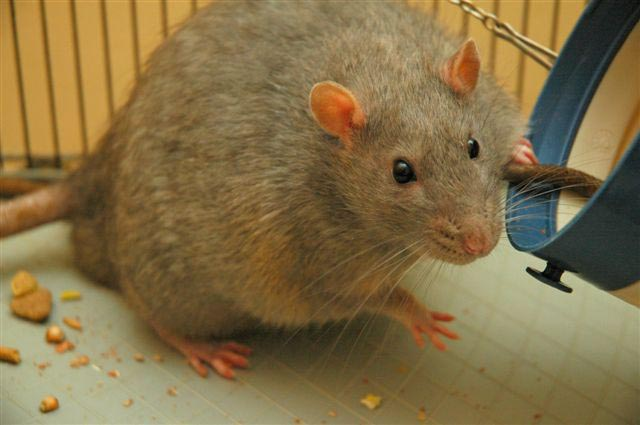
Un rat Zucker obèse.

Les rats Zucker sont des rats élevés spécifiquement par les laboratoires de recherche afin de servir de modèle génétique aux études sur l'obésité et l'hypertension. Ils ont été nommés ainsi à partir de Lois M. Zucker et Theodore F. Zucker, pionniers dans la recherche de l'obésité génétique.
Il existe deux types de rats Zucker : le rat Zucker maigre, possédant un des deux allèles dominants (Fa/Fa ou Fa/fa) ; et le rat Zucker obèse, doublement récessif (fa/fa) pour le récepteur à la leptine. Ce dernier peut peser jusqu'à un kilogramme, soit plus que le double du poids moyen du rat normal,,.
Les rats Zucker obèses ont de hauts taux de lipides et de cholestérol dans le sang, sont résistants à l'insuline sans être hyperglycémiques, et gagnent du poids à la fois par l'augmentation de leur taille et par du nombre de leurs adipocytes. L'obésité chez les rats Zucker est avant tout liée à leur hyperphagie, une faim excessive même si la quantité de nourriture ingérée n'explique pas totalement leur constitution,.